# Evarcha vitosa
Evarcha vitosa là một loài nhện trong họ Salticidae.
Loài này thuộc chi Evarcha. Evarcha vitosa được Maciej Próchniewicz miêu tả năm 1989.